# Richard 23
Richard Jonckheere (Bruselas, 20 de enero de 1963), más conocido como Richard 23 o Richard JK, es un músico belga. Es miembro de la agrupación Front 242 (a la que se unió en 1983) y uno de los fundadores de la banda Revolting Cocks. Publicó un EP (Free Tyson Free!) con Jean-Pierre Everaerts y Marc Desmare usando el nombre artístico Holy Gang y dos sencillos de 12 pulgadas en 1999/2000 como LaTchak (en colaboración con Everaerts).